# Gustavo Carvajal
Gustavo Carvajal (Padilla, Cauca, Colombia; 17 de junio de 2000) es un futbolista colombiano. Juega como centrocampista y actualmente milita en el Cúcuta Deportivo de la Categoría Primera B de Colombia.

## Trayectoria

### América de Cali
Carvajal debutó como profesional en América de Cali en el año 2018. En su debut como profesional el 17 de febrero de 2018 su equipo ganó 2-0 contra Patriotas Boyacá.

## Selección nacional
Fue internacional con la Selección Colombia sub-17 en la Copa Mundial de Fútbol Sub-17 2017, que se llevó a cabo en la India. Disputó 2 partidos con la selección nacional.
Gustavo Carvajal hizo parte de la Selección de fútbol de Colombia que logró el oro en los XXIII Juegos Centroamericanos y del Caribe.

### Participaciones en Copas del Mundo
| Mundial                     | Sede    | Resultado        | Partidos | Goles |
| --------------------------- | ------- | ---------------- | -------- | ----- |
| Copa Mundial Sub-17 de 2017 | India   | Octavos de final | 2        | 0     |
| Copa Mundial Sub-20 de 2019 | Polonia | Cuartos de final | 1        | 0     |

### Participaciones en juveniles
| Competición                            | Sede         | Resultado   | Partidos | Goles |
| -------------------------------------- | ------------ | ----------- | -------- | ----- |
| Juegos Centroamericanos y del Caribe   | Barranquilla | Campeones   | 1        | 0     |
| Campeonato Sudamericano Sub-20 de 2019 | Chile        | Clasificado | 5        | 0     |

## Clubes
| Club                      | País     | Año             | Partidos | Goles |
| ------------------------- | -------- | --------------- | -------- | ----- |
| América de Cali           | Colombia | 2018 - 2023     | 27       | 0     |
| Atlético Levante (Cesión) | España   | 2020 - 2021     | 19       | 0     |
| Cúcuta Deportivo          | Colombia | 2023 - Presente | 0        | 0     |

## Estadísticas
| Club                       | Div        | Temporada  | Liga  | Liga  | Liga   | Copas nacionales(1) | Copas nacionales(1) | Copas nacionales(1) | Torneos internacionales(2) | Torneos internacionales(2) | Torneos internacionales(2) | Total | Total | Total  | Media goleadora(3) |
| Club                       | Div        | Temporada  | Part. | Goles | Asist. | Part.               | Goles               | Asist.              | Part.                      | Goles                      | Asist.                     | Part. | Goles | Asist. | Media goleadora(3) |
| -------------------------- | ---------- | ---------- | ----- | ----- | ------ | ------------------- | ------------------- | ------------------- | -------------------------- | -------------------------- | -------------------------- | ----- | ----- | ------ | ------------------ |
| América de Cali · Colombia | 1ª         |            |       |       |        |                     |                     |                     |                            |                            |                            |       |       |        |                    |
| América de Cali · Colombia | 1ª         | 2018       | 13    | 0     | 0      | 1                   | 0                   | 0                   | -                          | -                          | -                          | 14    | 0     | 0      | 0                  |
| América de Cali · Colombia | 1ª         | 2019       | 6     | 0     | 0      | 1                   | 0                   | 0                   | -                          | -                          | -                          | 7     | 0     | 0      | 0                  |
| América de Cali · Colombia | 1ª         | 2020       | 0     | 0     | 0      | 0                   | 0                   | 0                   | -                          | -                          | -                          | 0     | 0     | 0      | 0                  |
| América de Cali · Colombia | 1ª         | 2021       | 0     | 0     | 0      | 0                   | 0                   | 0                   | -                          | -                          | -                          | 0     | 0     | 0      | 0                  |
| América de Cali · Colombia | Total club | Total club | 19    | 0     | 0      | 2                   | 0                   | 0                   | -                          | -                          | -                          | 21    | 0     | 0      | 0                  |
| Atlético Levante · España  | 2ªB        | 2020-21    | 19    | 0     | 0      | -                   | -                   | -                   | -                          | -                          | -                          | 19    | 0     | 0      | 0                  |
| Atlético Levante · España  | Total club | Total club | 19    | 0     | 0      | -                   | -                   | -                   | -                          | -                          | -                          | 19    | 0     | 0      | 0                  |

Fuente: SoccerWay

## Palmarés

### Títulos nacionales
| Título              | Equipo          | País     | Año  |
| ------------------- | --------------- | -------- | ---- |
| Torneo Finalización | América de Cali | Colombia | 2019 |

### Títulos internacionales
| Título              | Equipo          | País     | Año  |
| ------------------- | --------------- | -------- | ---- |
| Juegos Bolivarianos | Colombia Sub-17 | Colombia | 2017 |